# Christoph Horn

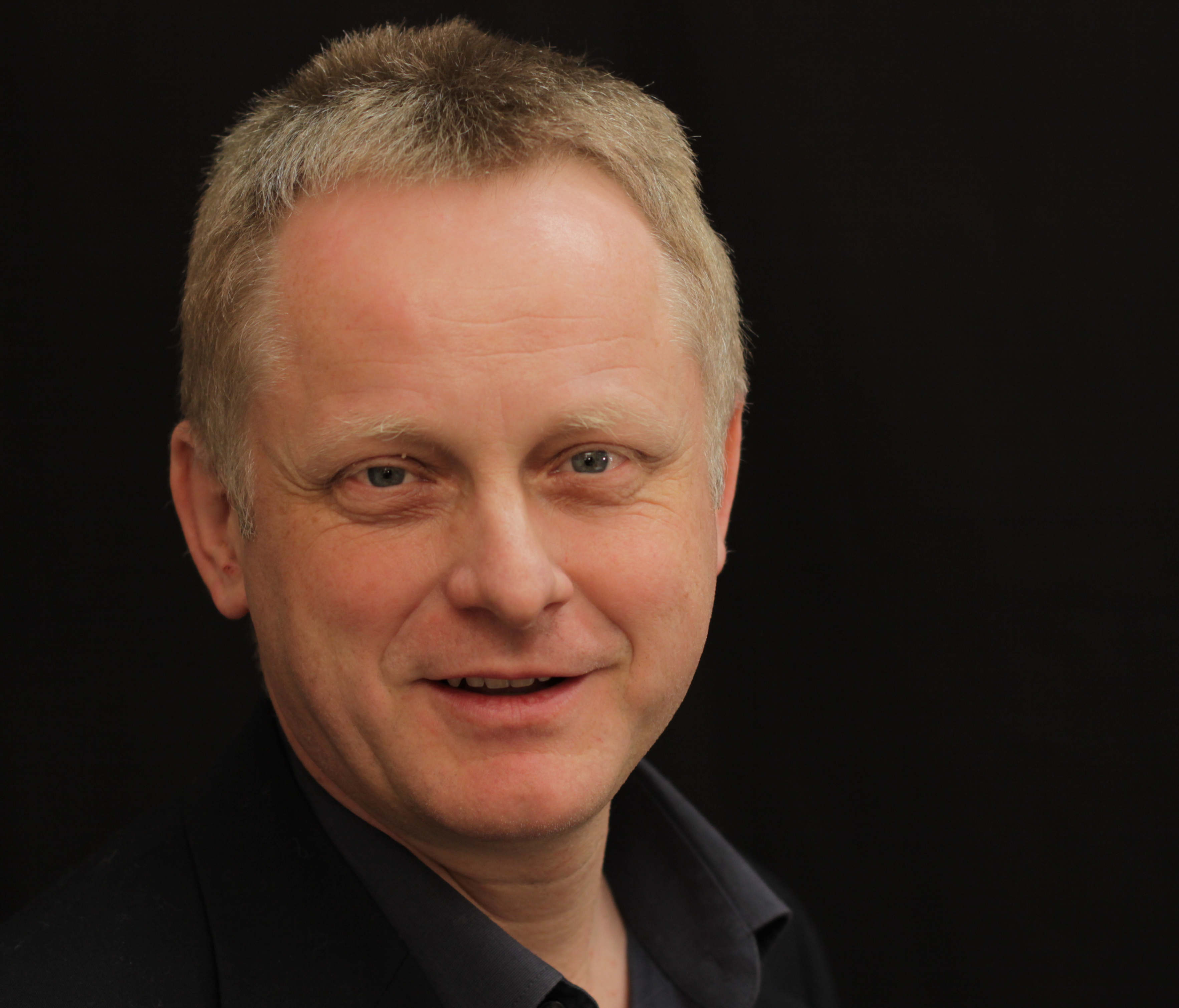
Christoph Horn (2010)

Christoph Horn (* 6. März 1964 in Pforzheim) ist ein deutscher Philosoph.

## Vita
Horn folgte 2001 Hans Michael Baumgartner auf den Lehrstuhl für Praktische Philosophie und Philosophie der Antike der Universität Bonn. Schwerpunktmäßig befasst er sich im Bereich der antiken Philosophie mit Aristoteles und Platon, in der praktischen Philosophie vor allem mit Kant und der Politischen Philosophie der Gegenwart.
Er ist Mitherausgeber des Archivs für Geschichte der Philosophie und der Augustinus-Werkausgabe. Weiterhin ist er zweiter Vorsitzender der Gesellschaft für antike Philosophie, Vorstandsmitglied des Internationalen Zentrums für Philosophie Nordrhein-Westfalen sowie Auswahlgutachter des DAAD.
Von 2002 bis 2005 war er Mitherausgeber des Philosophischen Jahrbuchs.
Seit 2010 ist er Mitherausgeber der Zeitschrift für philosophische Forschung und des Gnomon. 2015 wurde er korrespondierendes Mitglied der Heidelberger Akademie der Wissenschaften.
Horns gegenwärtige Forschungsprojekte umfassen den fünften Band der Philosophie der Antike (Ueberweg): Die Philosophie der Kaiserzeit und der Spätantike (zusammen mit Christoph Riedweg und Dietmar Wyrwa) und die Kommentierung der Aristotelischen Metaphysik (zusammen mit Michael-Thomas Liske, Christof Rapp und Tim Wagner).
Weitere Projekte sind ein Werk zu Kants Politischer Philosophie sowie eine Übersetzung des Kommentars Eustratios von Nikaias zu Aristoteles’ Nikomachischer Ethik.
Mit Scott MacDonald und Charles Brittain (beide Cornell University, USA) arbeitet er im Zuge eines TransCoop-Projektes der Alexander von Humboldt-Stiftung an Augustine’s Philosophy of Mind.

## Akademischer Werdegang
- 1985–1991 Studium der Philosophie, Klassischen Philologie und Theologie in Freiburg, München und Paris.
- 1993 Promotion in München (mit einer Dissertation zu Plotin über Sein, Zahl und Einheit)
- 1999 Habilitation in Tübingen
- 2000–2001 Professor für Philosophie an der Universität Gießen
- Seit 2001 Professor für Philosophie an der Universität Bonn
- 2003–2004 Fellow am Wissenschaftskolleg zu Berlin
- 2006–2007 Vertretungsprofessur an der Universität Lausanne
- 2008/2009 Senior Fellow am Forschungsinstitut für Philosophie Hannover

## Publikationen
Monographien
- (1995) Plotin über Sein, Zahl und Einheit. Eine Studie zu den systematischen Grundlagen der Enneaden, B.G. Teubner, Stuttgart/Leipzig
- (1995) Augustinus, C.H. Beck, München; ital. 2005
- (1996) Paradigmen mittelalterlicher Philosophie, Kurseinheit 1: Augustinus, Studientext für die Fern-Universität Hagen
- (1998) Antike Lebenskunst. Glück und Moral von Sokrates bis zu den Neuplatonikern, C.H. Beck, München 1998; ital. 2005
- (2003) Einführung in die Politische Philosophie, 2. Auflage 2009, Wissenschaftliche Buchgesellschaft, Darmstadt

Herausgeberschaften
- (1997) Augustinus. De civitate dei, Reihe Klassiker Auslegen, Akademie-Verlag, Berlin
- (2002) mit Christof Rapp: Wörterbuch der antiken Philosophie, 2. Auflage 2008, C.H. Beck, München
- (2002) mit Nico Scarano: Philosophie der Gerechtigkeit. Texte von der Antike bis zur Gegenwart, Suhrkamp, Frankfurt am Main
- (2006) mit Dieter Schönecker: Groundwork for the Metaphysics of Morals. New Essays, de Gruyter, Berlin/New York
- (2007) mit Corinna Mieth und Nico Scarano: Kant, Grundlegung zur Metaphysik der Sitten. Text und Kommentar, Suhrkamp, Frankfurt am Main
- (2008) mit Ada Neschke-Hentschke: Politischer Aristotelismus. Die Rezeption der aristotelischen ‚Politik‘ von der Antike bis zum 19. Jahrhundert, Metzler, Stuttgart/Weimar
- (2009) mit Jörn Müller und Joachim Söder: Platon-Handbuch. Leben – Werk – Wirkung, Metzler, Stuttgart
- (2010) mit Guido Löhrer: Gründe und Zwecke. Texte zur aktuellen Handlungstheorie, Suhrkamp, Berlin
- (2016) Aristotle’s Metaphysics Lambda. New Essays, Berlin

Mit anderen Autoren
- (2022) mit Corine Pelluchon, Markus Gabriel, Anna Katsman, Wilhelm Krull, Anna Luisa Lippold und Ingo Venzke: Auf dem Weg zu einer Neuen Aufklärung: Ein Plädoyer für zukunftsorientierte Geisteswissenschaften, The New Institute. Interventions, Hamburg 2022, ISBN 978-3837666359